# Кобилянський Владислав Костянтинович
Владисла́в Костянти́нович Кобиля́нський (рос. Владислав Константинович Кобылянский; * 6 червня 1906, Кам'янець-Подільський — † 1974, Сухий Лог Свердловської області, РРФСР) — радянський інженер-технолог. Фахівець у галузі вогнетривкого виробництва. Кавалер трьох орденів Трудового Червоного Прапора (1943, 1945, 1950).

## Біографія
1932 року закінчив Кам'янець-Подільський силікатний інститут. За фахом інженер-технолог.
У 1932–1939 роках працював на Первоуральському динасовому заводі: завідувач лабораторії, завідувач відділу технічного контролю, змінний інженер пічного цеху, начальник газогенераторної станції, начальник пічного цеху.
У 1939–1968 роках Кобилянський був директором Сухолозького шамотного заводу. Організував і керував реконструкцією цехів, модернізацією обладнання, впровадженням нових технологічних процесів. В роки німецько-радянської війни під його керівництвом налагоджено виробництво вогнетривів для будівництва шостої доменної печі Магнітогорського металургійного комбінату. В 1960-х роках керував реконструкцією основних виробничих фондів заводу.
Крім трьох орденів Трудового Червоного Прапора, нагороджено також медалями.